# Return to Sleepaway Camp
Return to Sleepaway Camp (bra: Return to Sleepaway Camp ou Acampamento Sinistro, o Retorno) é um filme de comédia de terror norte-americano de 2008, do subgênero slasher, escrito, dirigido e coproduzido por Robert Hiltzik. É o quarto filme (quinto cronologicamente) da franquia Sleepaway Camp e uma sequência direta do filme original homônimo de 1983, ignorando os eventos de Sleepaway Camp II: Unhappy Campers (1988) e Sleepaway Camp III: Teenage Wasteland (1989).
Entre os integrantes do elenco estão Vincent Pastore, Felissa Rose, que reinterpreta seu papel de Angela do primeiro filme, e Isaac Hayes, em participação cameo póstuma. O enredo gira em torno de um acampamento de verão para adolescentes que se torna cenário de uma série de assassinatos perpetrados por um agressor misterioso, remetendo ao massacre ocorrido no acampamento Arawak duas décadas antes. Filmado em 2003 numa área rural da Pensilvânia, o longa-metragem só veio a ser lançado nos Estados Unidos em novembro de 2008, diretamente em vídeo, e recebeu críticas predominantemente negativas.

## Enredo
Alan é um adolescente imaturo e desleixado que frequenta o acampamento Manabe. Ele intimida outros campistas, mas também é vítima de inúmeras brincadeiras maldosas, incluindo uma em que seu meio-irmão, Michael, esfola sua rã de estimação e a usa para assustar duas garotas, culpando Alan. Uma série de assassinatos é iniciada no acampamento e as suspeitas recaem sobre Alan, que desaparece após uma pegadinha particularmente brutal instigada por sua paixão, Karen.
Traumatizado pelos eventos do filme original, o monitor Ronnie logo presume que Angela, a assassina transgênero, voltou. Ele e o primo de Angela, Ricky, saem em busca de Alan. Michael o encontra primeiro e, pensando ser ele o assassino, espanca-o com um martelo de cróquet. De repente, Michael é surpreendido pelo matador misterioso. Ronnie e Ricky tropeçam em Alan, que ainda está vivo e murmura o nome de Michael, que é encontrado agonizando com o corpo completamente esfolado.
Chega ao local o xerife Jerry, que remove seu disfarce, revelando ser Angela. Ela discursa sobre o mau comportamento dos campistas e diz que deixou Michael para morrer como retaliação pela morte da indefesa rã. Em estado de choque, Ricky grita o nome de Angela, que ri insanamente para a câmera. Uma cena pós-créditos mostra Angela enganando um policial para ajudá-la com um pneu furado na beira da estrada e depois o matando por esmagamento ao fazer o carro cair sobre ele.

## Elenco
Na ordem dos créditos finais:
- Vincent Pastore como Frank
- Michael Gibney como Alan
- Paul DeAngelo como Ronnie
- Jonathan Tiersten como Ricky
- Isaac Hayes como Charlie o Chef
- Lenny Venito como Mickey
- Erin Broderick como Karen
- Adam Wylie como Weed
- Kate Simses como Petey
- Brye Cooper como Randy
- Michael Werner como Michael
- Christopher Shand como T.C.
- Jaime Radow como Jenny
- Shahidah McIntosh como Bella
- Jackie Tohn como Linda
- Paul Iacono como Pee Pee
- Samantha Hahn como Marie
- Dee Dee Friedman como Tia Gracie
- CKY como monitores do acampamento
- Mike Tatosian como Cozinheiro
- Felissa Rose como Angela/Xerife Jerry

## Produção

### Desenvolvimento
Return to Sleepaway Camp começou a ser desenvolvido em 1998, quando Jeff Hayes e Jonh Klyza criaram um fã site em homenagem a Sleepaway Camp (1983), posteriormente licenciado como o site oficial da franquia. Hayes procurou os envolvidos no antigo filme para entrevistá-los e averiguar o interesse deles em fazer uma sequência. Após encontrar Jonathan Tiersten e Felissa Rose, intérpretes dos protagonistas, Hayes localizou a esposa do diretor Robert Hiltzik (Michele Tatosian, produtora) e, por conseguinte, o diretor. Hiltzik, há muito afastado da indústria cinematográfica, trabalhava como advogado em Nova Iorque. Por volta de 2000, Hayes organizou uma seção de comentários com Hiltzik, Rose e Tiersten para o DVD de Sleepaway Camp, lançado pela Anchor Bay. Também reuniu vários integrantes do elenco na convenção Weekend of Horrors, promovida pela revista Fangoria. Ao perceber que seu filme havia conquistado uma significativa base de fãs, Hiltzik decidiu dirigir uma nova sequência.

### Roteiro
Após o filme de 1983, Hiltzik escreveu outros longas-metragens, porém, todos foram recusados pelos estúdios.  Entre esses projetos, havia um roteiro escrito em 1986 para uma sequência de Sleepaway Camp, que ele adaptou para o novo filme. A ideia era retomar a fórmula de assassino desconhecido e pistas falsas do original. No enredo, 20 anos depois do massacre perpetrado por Angela no acampamento Arawak, o monitor Ronnie (do primeiro filme) comanda com o sócio Frank um novo acampamento para adolescentes, Manabe ("retorno à guerra", em língua nativa americana). Uma onda de mortes misteriosas se inicia, enquanto Ronnie suspeita que Angela está de volta, Frank tenta salvar os negócios e Ricky torna-se suspeito. Hiltzik ignorou completamente os eventos do segundo e terceiro filmes da série, aos quais disse nunca ter assistido. Ele comentou: "tentei permanecer fiel ao que o meu público gostou no primeiro, que é basicamente ter as crianças como personagens principais".

### Escolha do elenco

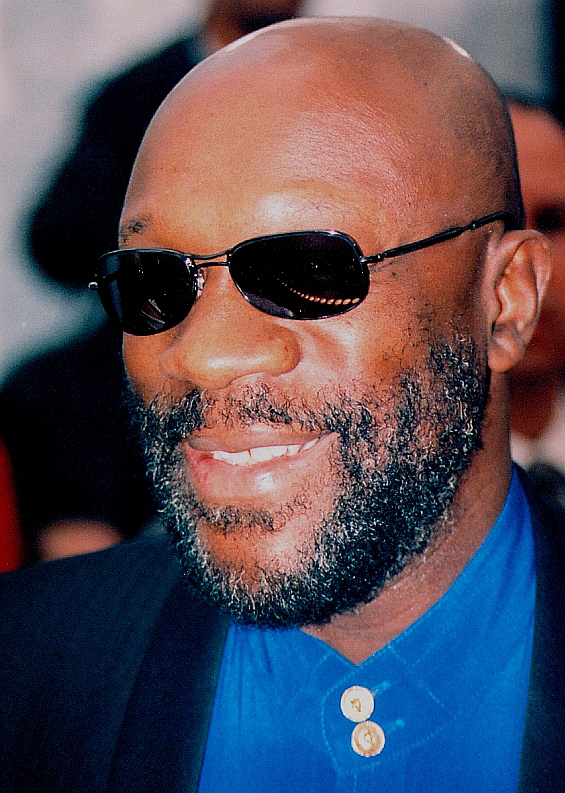
Return to Sleepaway Camp foi o último filme de Isaac Hayes.

O projeto de Jeff Hayes estava centrado no retorno do elenco do primeiro filme, ao contrário das sequências anteriores, que não tiveram ninguém do longa original. O primeiro a ser contatado foi o ator e músico Jonathan Tiersten, que reinterpretou o primo de Angela, Ricky. Tiersten foi encontrado através do site de sua banda na época, e foi através do artista que Hayes conseguiu localizar a intérprete de Angela, Felissa Rose. Ela estava trabalhando com teatro em Nova Iorque e, graças ao aumento do interesse pelo longa de 1983, passou a receber convites para filmes novamente. Visando manter o sigilo da reviravolta, a produção negava a presença de Angela em Return to Sleepaway Camp e divulgava que Rose trabalharia apenas nos bastidores. Paul DeAngelo também retornou para reprisar seu papel original de Ronnie.
Vincent Pastore, mais conhecido por sua atuação na série The Sopranos, interpretou o dono do acampamento, Frank. O ator e músico Isaac Hayes fez uma participação especial como o chef do acampamento. Foi o último trabalho cinematográfico do artista, que morreu em agosto de 2008, meses antes do lançamento do filme. Hiltzik escolheu Hayes especificamente para fazer uma alusão ao seu papel de Chef na série de animação South Park. Assim como no primeiro filme, os papéis juvenis foram entregues a intérpretes adolescentes reais e não a atores mais velhos, como era comum em produções slasher. Michael Gibney foi selecionado para o papel de Alan, personagem central com função equivalente à de Angela, um adolescente vítima de bullying constante cujos agressores são gradativamente assassinados.
Os integrantes da banda CKY foram escalados para uma participação especial, interpretando alguns dos monitores do acampamento. Eles entraram para o elenco a pedido do vocalista Deron Miller, fã declarado do filme original e de Felissa Rose; o próprio nome do grupo, uma sigla para "Camp Kill Yourself", é uma referência ao filme, e uma foto do rosto de Angela (Rose) estampou a capa de um dos discos da banda. Miller e Rose se conheceram durante as filmagens e se casaram posteriormente. Durante a pré-produção, chegou a ser anunciado que Steve Buscemi e a cantora Pink apareceriam no filme, porém, essas participações não se concretizaram.

### Filmagens e efeitos
Return to Sleepaway Camp foi filmado em oito semanas, entre setembro e novembro de 2003. Seu orçamento foi estimado em 50 000 dólares. Houve extensivo emprego de efeitos especiais e dublês. As cenas que se passam no fictício Camp Manabe foram registradas no Camp Starlight, um acampamento infantil de verão localizado em Starlight, no Condado de Wayne, Pensilvânia, nas proximidades da fronteira com o estado de Nova Iorque. A produção contratou vários figurantes locais.
Os efeitos especiais ficaram inicialmente a cargo de Mike Maddi, que já havia trabalhado no departamento de maquiagem do Saturday Night Live. Para manter a tradição do filme original ― que não contou com efeitos digitais em sua produção ― as cenas de morte foram construídas com uso de efeitos práticos, incluindo adereços como cabeças ensanguentadas moldadas a partir dos atores, corpos de manequins, rãs esfoladas e um esqueleto carbonizado. Contudo, a equipe também usou CGI na pós-produção para aprimorar os efeitos, como na cena em que os olhos de um campista saltam da cabeça; para tal, as pálpebras do ator foram pintadas de preto, de modo a possibilitar a inserção do efeito digital, mas ainda assim resultando num visual mais realista, pois o espectador veria o rosto real do ator e não a cabeça de um manequim.

### Pós-produção
Após a conclusão das filmagens em 2003, Return to Sleepaway Camp entrou num período de pós-produção que se estendeu por, aproximadamente, cinco anos. Isso aconteceu porque Hiltzik e o produtor executivo Thomas E. van Dell (intérprete de Mike no filme de 1983) não ficaram satisfeitos com o resultado dos efeitos CGI. Hiltzik exigiu que os efeitos fossem corrigidos, o que levou ao descarte de todo o trabalho inicial. Começou, então, a busca por uma nova equipe de efeitos especiais para recomeçar do zero toda a composição digital. Por volta de 2006, uma equipe liderada por Brian Spear e Peter Gerner, foi contratada. Entre os trabalhos que eles refizeram, estão o corpo esfolado do personagem Michael, a morte de T.C. por empalamento na cabeça e algumas cenas inacabadas. Todo o processo foi concluído em 2008.

### Música
A partitura do filme foi composta por Rodney Whittenberg, que já havia trabalhado em trilhas sonoras de outras produções do gênero, incluindo Infested (2002), terror cult dirigido por Josh Olson. Hiltzik queria uma trilha sonora que remetesse ao estilo de Bernard Herrmann e, para atender a essa solicitação, Whittenberg recorreu a uma instrumentação com violoncelo, piano, palhetas, baquetas e qualquer outro objeto que "alterasse a forma como o piano soa". O resultado, segundo o compositor, foi a criação de uma trilha semelhante à de um filme de horror dos anos 1970. Uma banda de rock chamada Goat & Friends cantou a música-tema do filme.

## Lançamento
Em julho de 2008, foi anunciado que o filme seria distribuído pela Magnolia Pictures e disponibilizado diretamente em vídeo. No início de agosto, o trailer oficial e o primeiro pôster promocional foram divulgados. Na ocasião, foi anunciado que uma proposta de exibir o filme em sessões de meia-noite no circuito comercial das principais cidades dos Estados Unidos estava em negociação. Return to Sleepaway Camp foi lançado em DVD nos EUA em 4 de novembro de 2008 para coincidir com o 25º aniversário do filme original. O disco incluía como bônus um documentário, apresentado por Felissa Rose, com filmagens exclusivas de bastidores, fotografias e entrevistas.

## Recepção

### Crítica
Algumas avaliações iniciais de Return to Sleepaway Camp foram positivas. Em sua crítica, o Icons of Fright destacou a retomada do "tom decadente, desprezível e mesquinho" do original, descrevendo a sequência como "o filme que nós, fãs, esperávamos". Um editor do Ain't It Cool News elogiou-o como "o filme de terror mais notável que já vi em muito tempo". No entanto, a maior parte das opiniões da crítica especializada foi negativa. Em sua análise para o Bloody Disgusting, David Harley avaliou o filme com a pontuação 2/5, considerando-o arrastado, sem imaginação e sem graça, ressaltando que o final "consegue decepcionar com sua banalidade". Steve Barton, do Dread Central, atribuiu à obra uma nota 1½ de 5 e resumiu sua crítica com: "Se foi o humor realmente negro do primeiro filme. Se foi a reviravolta insana. Se foram as mortes inventivas. E se foi quase todo o charme que mantinha esta franquia viva. Eu daria uma nota ainda mais baixa se não fosse pelo fator nostalgia. Cara, que decepção".
Gordon Sullivan, editor do DVD Verdict,  escreveu que "Return to Sleepaway Camp faz Sleepaway Camp III: Teenage Wasteland parecer Shakespeare. Um roteiro pobre, uma total falta de campistas atraentes e apenas um breve vislumbre de Angela significam problemas para esta viagem nostálgica de volta ao acampamento. Sei que os fãs mais obstinados do filme original provavelmente serão levados a assistir a isso, mas todos os outros deveriam ficar longe, muito longe". Pat Torfe, em crítica publicada no Arrow in the Head, concedeu uma pontuação de 1/4 ao longa-metragem e concluiu: "Este não é um 'retorno'. Hiltzik deveria ter tomado a morte de Sleepaway Camp IV: The Survivor como um aviso e deixado essa série continuar quieta. Return não é nada do que a trilogia original era em termos de mortes ou diversão. Ele capenga com uma edição descuidada, personagens desagradáveis, mortes insatisfatórias e esperanças de que as pessoas sejam atraídas pelo retorno de personagens anteriores".

## Obra consultada
- Walker, Sarah; Gingold, Michael (novembro de 2008). «Return to Sleepaway Camp: Echoes of Angela». Fangoria (em inglês) (278). pp. 80–85. ISSN 0164-2111. OCLC 4618144. Consultado em 30 de dezembro de 2023. Cópia arquivada em 30 de dezembro de 2023 – via SleepawayCampMovies.com